# La Mort de Messaline
La mort de Messaline est un tableau peint par Fernand Lematte en 1870, pour sa candidature au Prix de Rome. Il est conservé à l'École nationale supérieure des beaux-arts sous le numéro d'inventaire PRP 121 / MU 3004 de Paris.

## Contexte historique
Le sujet imposé aux candidats de 1870 est la mort de Messaline, épouse de l'empereur romain Claude, telle qu'elle est rapportée par Tacite. Tandis que la répression organisée par l'affranchi Narcisse frappe l'entourage de Messaline après son remariage avec le sénateur Caius Silius, celle-ci s'est refugiée dans les jardins de Lucullus. Craignant que la colère de Claude ne retombe, Narcisse, qui a les pleins pouvoirs jusqu'à la fin de la journée, « ordonne aux centurions et au tribun de procéder à l'exécution. Pour les surveiller, on leur adjoint l'un des affranchis, Évode. Celui-ci, les précédant en hâte jusqu'aux jardins, trouva Messaline étendue par terre, avec auprès d'elle sa mère Lepida, qui essayait de la persuader de ne pas attendre celui qui la tuerait, et de chercher une mort honorable. [...] Lorsque la porte fut enfoncée, le tribun se plaça debout près d'elle en silence, tandis que l'affranchi l'accablait d'injures. Alors, elle comprit quel était son destin et elle prend un poignard qu'elle approche en vain de son cou ou de sa poitrine, tant elle tremblait, d'un coup, le tribun la transperce ».

## Description
Lematte place les personnages comme indiqués par Tacite : Messaline le visage fermé, les cheveux épars et la robe déchirée, est allongée à terre et tient un fin poignard, à peine visible. Sa mère à ses côtés tente de repousser l'affranchi vêtu de noir et de rouge, qui se penche, tendant un main accusatrice vers Messaline. En arrière, le tribun, l'épée levée, arrête d'un geste les soldats, forêt de lances dressées. Le lieu et l'heure, les jardins de Lucullus et le soir, sont suggérés par un piédestal de statue noyé dans le feuillage et par un ciel crépusculaire.

Mort de Messaline (détails)
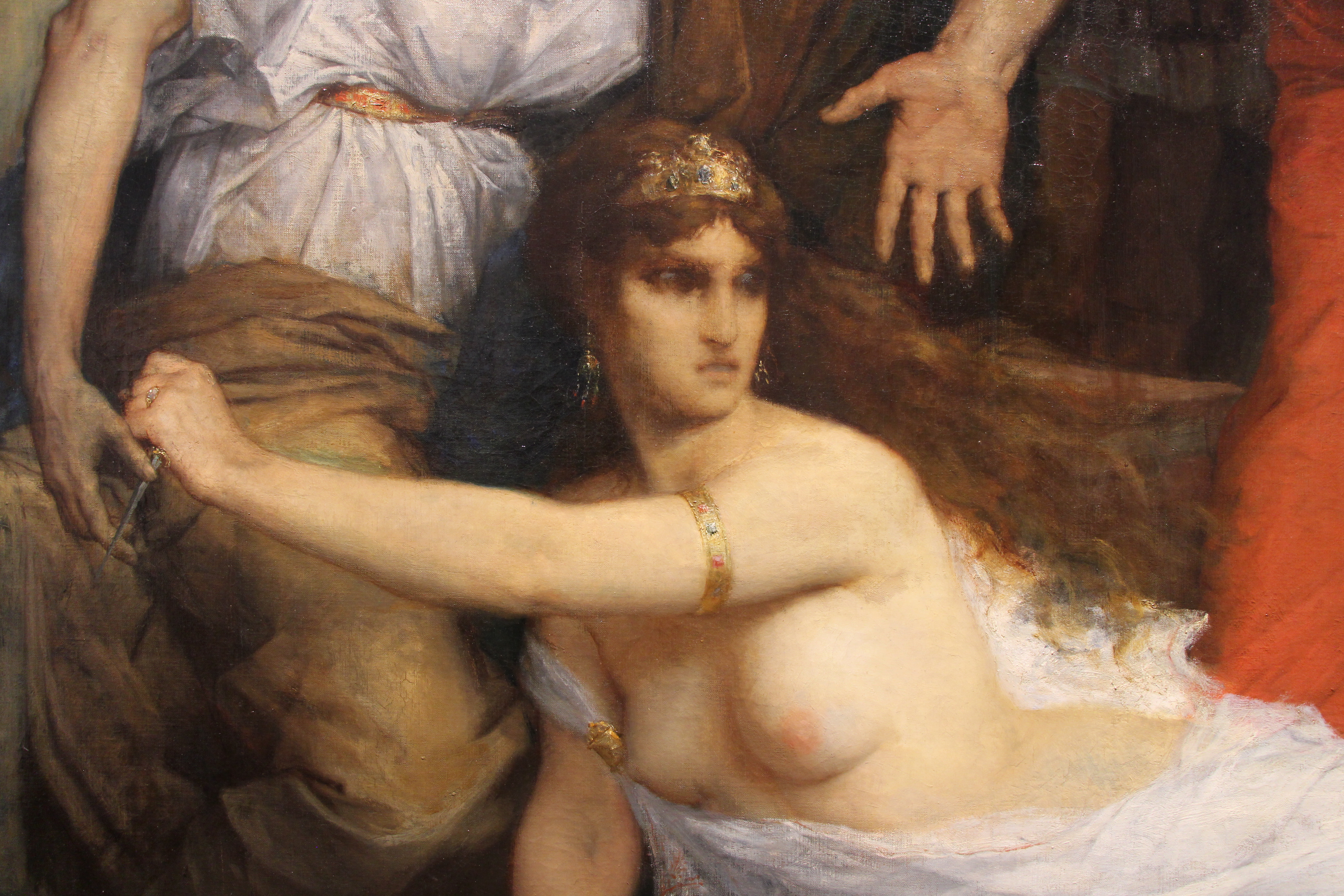
Messaline tenant un poignard
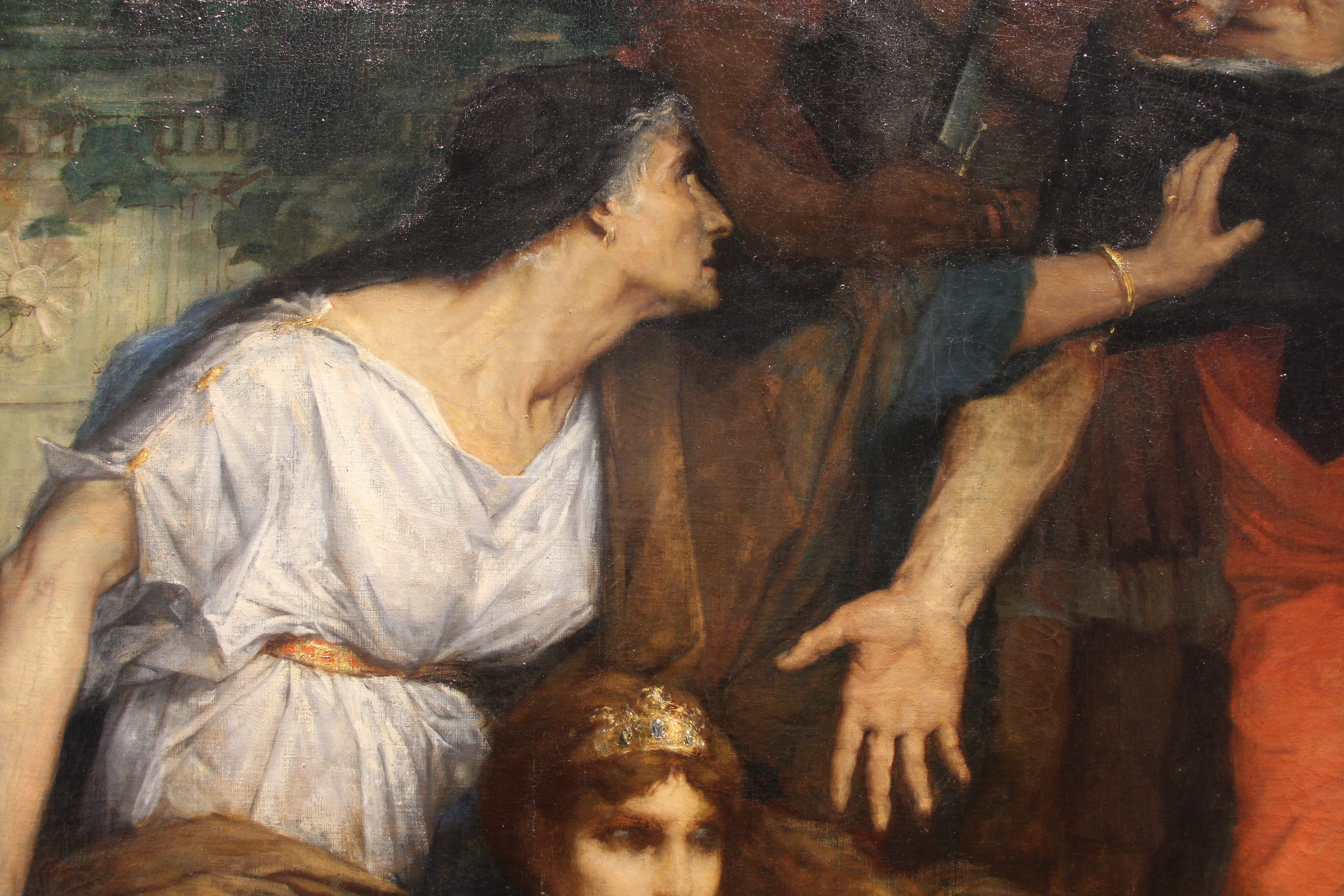
Sa mère tente de repousser l'affranchi Evode
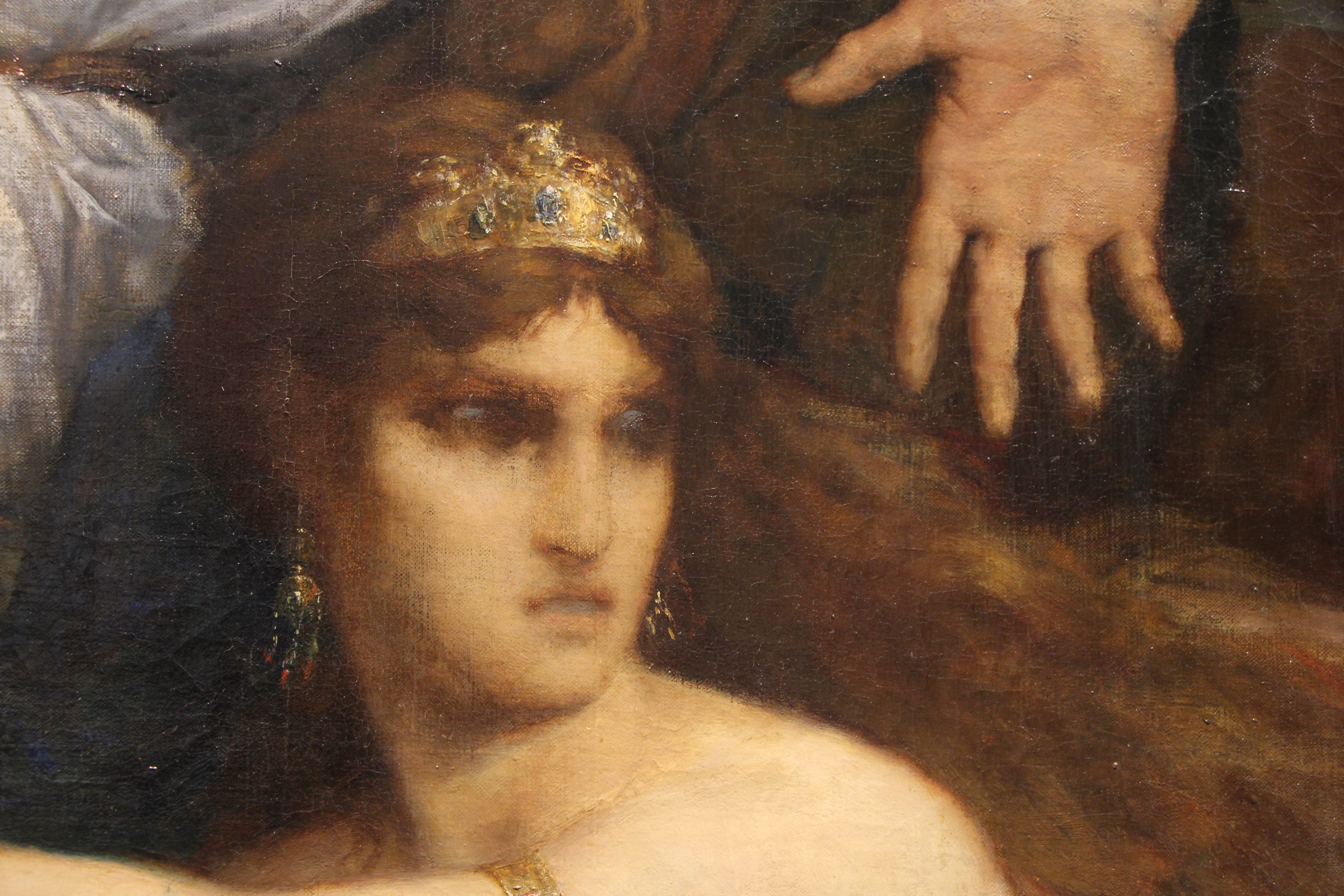
Expression de Messaline

## Exposition
Le tableau est présenté lors des expositions : 
- Décembre 2018 - mars 2019, Musée des Beaux-Arts de Lyon, « Claude, un empereur au destin singulier »[3].